# Szentimrefalva
Szentimrefalva è un comune dell'Ungheria di 225 abitanti (dati 2001). È situato nella contea di Veszprém.